# Хамилтън Хюм
Хамилтън Хюм (на английски: Hamilton Hume) е австралийски колонист, пътешественик-изследовател. Първият изследовател на Австралия роден на континента.

## Ранни години (1797 – 1818)
Роден е на 19 юни 1797 година в селището Севън Хилс в близост до Парамата (днес предградие на Сидни), Нов Южен Уелс, най-големият син в семейството на затворническия надзирател Андрю Хюм и съпругата му Елизабер Кенеди. Получава домашно образование, поради липсата на училища по това време в Австралия. Още на 17-годишна възраст, заедно с по-малкия си брат и местен абориген, предприема първите си пътешествия в околностите на Сидни.

## Експедиционна дейност (1818 – 1830)
През 1818 участва в експедицията на Джон Оксли, а през 1822 извършва проучвания по южното крайбрежие на щата Нов Южен Уелс.
През 1824 – 1825, заедно с друг колонист Уилям Ховел изследва района на югозапад от Сините планини в Австралия. Двамата тръгват от езерото Джордж (35°06′ ю. ш. 149°25′ и. д. / 35.1° ю. ш. 149.416667° и. д.) на 12 октомври 1824 на югозапад, пресичат река Марамбиджи и на 16 ноември откриват най-голямата река на Австралия – Мъри (2570 км) и левите ѝ притоци Оуенс и Гоулбърн. Продължават на югозапад, откриват Австралийските Алпи, в т.ч. хребета Хюм, пресичат западната им ниска част и на 16 декември 1824 достигат до залива Порт Филип (38°05′ ю. ш. 144°50′ и. д. / 38.083333° ю. ш. 144.833333° и. д.), където сега се намира град Мелбърн. На 18 януари 1825 се завръщат обратно на езерото Джордж.
През 1828 и 1829 – 1830 участва в експедициите на Чарлз Стърт и допринася изключително много за успеха на експедицията с познанията си по различните местни наречия на аборигените, които чрез неговия превод показват на пътешествениците източниците на прясна вода.

## Следващи години (1830 – 1873)
След завръщането си от последното си пътешествие е назначен за мирови съдия и изпълнява тази длъжност до края на живота си.
Умира на 19 април 1873 година в Яс, Нов Южен Уелс, на 75-годишна възраст.

## Памет
Неговото име носят:
- автомагистрала Хюм (812 км), между Сидни и Мелбърн в Австралия;
- град Хюм (35°23′ ю. ш. 149°10′ и. д. / 35.383333° ю. ш. 149.166667° и. д.), в Австралия, предградие на столицата Канбера;
- хребет Хюм, в Австралийските Алпи;
- язовир Хюм (36°07′ ю. ш. 147°02′ и. д. / 36.116667° ю. ш. 147.033333° и. д.), на река Мъри, в Югоизточна Австралия.